# Каор (округ)
Округ Каор (фр. Arrondissement de Cahors) — округ у Франції, в департаменті Лот. 2023 року округ об'єднував 98 муніципалітетів, населення становило 73 536 осіб.
Адміністративний центр (супрефектура) — Каор.

## Муніципалітети
Список муніципалітетів округу та їхні коди INSEE:
1. Альбас (46001)
2. Англар-Жуіяк (46005)
3. Аркамбаль (46007)
4. Баргелонн-ан-Керсі (46263)
5. Баш (46013)
6. Беле (46022)
7. Бельмон-Сент-Фуа (46026)
8. Бельфон-Ла-Роз (46156)
9. Бельфор-дю-Керсі (46023)
10. Берганті (46027)
11. Борегар (46020)
12. Буассьєр (46032)
13. Бузьє (46037)
14. Вайлат (46329)
15. Варер (46328)
16. Відаяк (46333)
17. Вільсек (46335)
18. Вір-сюр-Лот (46336)
19. Грезель (46130)
20. Дуель (46088)
21. Дюравель (46089)
22. Ескам (46091)
23. Есклозель (46092)
24. Еспер (46095)
25. Жигузак (46119)
26. Кабреретс (46040)
27. Каламан (46046)
28. Камберак (46050)
29. Каор (46042)
30. Карнак-Руффіак (46060)
31. Кассань (46061)
32. Кастельно-Монратьє-Сент-Алозі (46063)
33. Кастельфран (46062)
34. Катюс (46064)
35. Каяк (46044)
36. Конкот (46073)
37. Крам (46082)
38. Креголь (46081)
39. Крессак (46080)
40. Лабастід-Марнак (46137)
41. Лабастід-дю-Вер (46136)
42. Лабюргад (46140)
43. Лагардель (46147)
44. Лакапель-Кабанак (46142)
45. Лальбенк (46148)
46. Ламагделен (46149)
47. Ланду-ан-Керсі (46262)
48. Ларам'єр (46154)
49. Ле-Жуні (46134)
50. Ле-Монтат (46197)
51. Лерм (46171)
52. Лімонь-ан-Керсі (46173)
53. Лоспітале (46172)
54. Люганьяк (46179)
55. Люзеш (46182)
56. Максу (46188)
57. Меркюе (46191)
58. Мешмон (46190)
59. Мондумерк (46202)
60. Монжесті (46205)
61. Монкабріє (46199)
62. Монкюк-ан-Керсі-Блан (46201)
63. Монлозен (46206)
64. Мору (46187)
65. Нюзежуль (46211)
66. Ожоль (46010)
67. Парнак (46214)
68. Перн (46217)
69. Пескадуар (46218)
70. Понсірк (46223)
71. Порт-дю-Керсі (46033)
72. Прадін (46224)
73. Прессак (46225)
74. Промілян (46227)
75. Пюї-л'Евек (46231)
76. Саяк (46247)
77. Сезак (46069)
78. Сен-Венсан-Рив-д'О (46296)
79. Сен-Дені-Катюс (46264)
80. Сен-Жері-Вер (46268)
81. Сен-Мартен-Лабуваль (46276)
82. Сен-Мартен-ле-Редон (46277)
83. Сен-Медар (46280)
84. Сен-П'єрр-Лафей (46340)
85. Сен-Поль-Флоньяк (46103)
86. Сен-Сірк-Лапопі (46256)
87. Сенев'єр (46068)
88. Сериньяк (46305)
89. Созе (46301)
90. Сотюрак (46307)
91. Сьєрак (46070)
92. Треспу-Расьєль (46322)
93. Тузак (46321)
94. Тур-де-Фор (46320)
95. Фложак-Пужоль (46105)
96. Флорессас (46107)
97. Фонтан (46109)
98. Франкуле (46112)